# L'École de la vie (album)
Pour l’article homonyme, voir L'École de la vie.
Albums de Kendji Girac
Mi vida
(2020) Vivre…
(2024)
Singles
1. Eva
Sortie : 2 septembre 2022
2. L'école de la vie
Sortie : 5 septembre 2022
3. Desperado
Sortie : 19 décembre 2022
4. Encore
Sortie : 15 février 2023
5. Le feu
Sortie : 5 mai 2023

L'École de la vie est le cinquième album studio de Kendji Girac, sorti le 11 novembre 2022.

## Singles
- Eva, dévoilé le 2 septembre 2022, est le 1er single de cet album[2].
- L'école de la vie, sorti le 5 septembre 2022, est le deuxième single de l'album[3].
- Desperado, sorti le 19 décembre 2022, est le troisième single de l’album[4].
- Encore, en duo avec Florent Pagny, sorti le 15 février 2023, est le quatrième single de l'album[5].
- Le feu, en duo avec Vianney, sorti le 5 mai 2023, est le cinquième single de l'album.

## Accueil commercial
L'album se classe dès sa première semaine numéro 1 en France avec 17 560 ventes,.
En Wallonie, l'album se classe à la 4e position du classement.
En Suisse, l'album se classe à la 11e place du Schweizer Hitparade.
Il est certifié disque d'or pour plus de 50 000 albums vendus un mois après sa sortie, puis disque de platine pour plus de 100 000 ventes.

## Liste des pistes
| No  | Titre                        | Auteur                                                                                      | Compositeur(s)             | Durée |
| --- | ---------------------------- | ------------------------------------------------------------------------------------------- | -------------------------- | ----- |
| 1.  | Eva                          | Juliette Armanet, Renaud Rebillaud                                                          | Renaud Rebillaud           | 3:38  |
| 2.  | Le feu (avec Vianney)        | Vianney, Renaud Rebillaud                                                                   | Renaud Rebillaud           | 3:57  |
| 3.  | Desperado                    | Soolking, Renaud Rebillaud                                                                  | Renaud Rebillaud           | 3:18  |
| 4.  | Les jeunes                   | Vianney, Renaud Rebillaud                                                                   | Renaud Rebillaud           | 3:23  |
| 5.  | En boucle (avec Naps)        | Naps, Renaud Rebillaud, Soprano                                                             | Renaud Rebillaud           | 2:54  |
| 6.  | L'école de la vie            | Fred Savio, Felipe Saldivia, Jeremy Poligné, Kendji Girac, Renaud Rebillaud, Freddie Marche | Renaud Rebillaud           | 3:06  |
| 7.  | Encore (avec Florent Pagny)  | Vianney, Renaud Rebillaud                                                                   | Renaud Rebillaud           | 4:10  |
| 8.  | Plusieurs vies               | Kendji Girac, Renaud Rebillaud, Jérémy Frérot, Felipe Saldivia                              | Renaud Rebillaud           | 3:36  |
| 9.  | J'ai tendance (avec Soprano) | Soprano, Renaud Rebillaud                                                                   | Renaud Rebillaud           | 3:12  |
| 10. | Para mi dios                 | Traditionnel                                                                                | Renaud Rebillaud           | 3:52  |
| 11. | Eva (Acoustique)             | Juliette Armanet, Renaud Rebillaud                                                          | Renaud Rebillaud           | 3:59  |
| 12. | Desperado (avec Soolking)    | Kendji Girac, Soolking, Renaud Rebillaud                                                    | Soolking, Renaud Rebillaud | 3:18  |

## Clips vidéo
- Eva : 2 septembre 2022
- L'école de la vie : 7 septembre 2022
- Desperado : 24 janvier 2023
- Encore (avec Florent Pagny) : 15 février 2023
- Le feu (avec Vianney) : 22 juin 2023

## Classements et certifications

### Classements hebdomadaires
| Classements (2022)           | Meilleure position |
| ---------------------------- | ------------------ |
| France (SNEP)                | 1                  |
| France (SNEP Physique)       | 1                  |
| Belgique (Wallonie Ultratop) | 4                  |
| Suisse (Schweizer Hitparade) | 11                 |
| Suisse (Charts Romandie)     | 2                  |

### Certifications
| Région                                                                                                 | Certification | Ventes/Streams |
| --- | ------------- | -------------- |
| France (SNEP)                                                                                          | Platine       | 100 000*       |
| *Ventes selon la certification ^Mise en rayon selon la certification xNon précisé par la certification |               |                |